# 豫州 (前秦)
豫州，中国五胡十六国时设置的州。
前秦皇始二年（352年）七月，置豫州，镇许昌（今河南许昌市东），下辖颍川郡、陈郡、河南郡，十月陷于东晋。寿光元年（355年）在陕城（今河南陕县西）置豫州，下辖弘农郡陕县、湖县、弘农县、华阴县四县，建元元年（365年）改为洛州。建元六年（370年）在洛阳（今河南洛阳市东北汉魏故城）置豫州，淝水之战后被东晋夺回，改属司州。后秦皇初四年（397年）置豫州，镇陕城，弘始元年（399年），镇洛阳，东晋灭后秦，豫州归属司州。北魏夺得后改为洛州。